# Parafia św. Anny w Krajence
Parafia św. Anny w Krajence – parafia rzymskokatolicka w dekanacie Złotów II w diecezji bydgoskiej.
Erygowana w 1420 roku.

## Zasięg parafii
Do parafii należą wierni z miejscowości: Barankowo, Czajcze, Krajenka, Leśnik, Łońsko, Pogórze, Rosochy, Śmiardowo Krajeńskie, Tarnówczyn, Wąsoszki i Żeleźnica.